# Barbadische Badmintonmeisterschaft 2023
Die Barbadische Badmintonmeisterschaft 2023 fand vom 13. bis zum 17. März 2023 in St. Michael statt.

## Medaillengewinner
| Disziplin    | Gold                                 | Silber                               | Bronze                                     |
| ------------ | ------------------------------------ | ------------------------------------ | ------------------------------------------ |
| Herreneinzel | Kennie Maarten King                  | Dakeil Thorpe                        | Dave Oharo Forde                           |
| Herreneinzel | Kennie Maarten King                  | Dakeil Thorpe                        | Andre Padmore                              |
| Dameneinzel  | Monyata Amanda Riviera               | Sabrina Scott                        | Shania Forde                               |
| Dameneinzel  | Monyata Amanda Riviera               | Sabrina Scott                        | Eboni Atherley                             |
| Herrendoppel | Cory Fanus Dakeil Thorpe             | Dave Oharo Forde Kennie Maarten King | Athelstone Fernando Forde Andre Woodvine   |
| Herrendoppel | Cory Fanus Dakeil Thorpe             | Dave Oharo Forde Kennie Maarten King | Curwin Cherubin Andre Padmore              |
| Damendoppel  | Monyata Amanda Riviera Sabrina Scott | Mikeila Eliebox Shari Hope           | Eboni Abiola Atherley Shania Karrie Forde  |
| Damendoppel  | Monyata Amanda Riviera Sabrina Scott | Mikeila Eliebox Shari Hope           | Zaryah Cherubin Gianna Collymore           |
| Mixed        | Dakeil Thorpe Mikeila Eliebox        | Kennie Maarten King Shari Hope       | Dave Oharo Forde Monyata Amanda Riviera    |
| Mixed        | Dakeil Thorpe Mikeila Eliebox        | Kennie Maarten King Shari Hope       | Athelstone Fernando Forde Tamisha Williams |